# Батумский археологический музей
Батумский археологический музей (груз. ბათუმის არქეოლოგიური მუზეუმი) — старейший в стране археологический музей, расположенный в Батуми (ул. Ильи Чавчавадзе, 77), в Грузии.

## История
История археологического собрания из раскопок, проводившихся в Аджарии, насчитывает более ста лет, однако для широкого обозрения коллекция была представлена лишь в 1994 году.
В настоящее время в фондах музея сохраняется 22800 экспонатов и уникальных находок со всей территории Аджарии: монеты, глиняная, стеклянная, золотая и бронзовая посуда разных исторических периодов, римские статуи, чеканные иконы, кресты, рельефное изображение св. Георгия из древних православных храмов, греческие перстни-печати с изображениями Гермеса, Афродиты и Эрота, которые были изготовлены в лучших мастерских Греции и многое другое.
В 2014 году музей был реконструирован, в том же году посетителям представлен «Золотой фонд» (золотая нумизматика и ювелирные изделия).
Кроме экспозиции, в музее работает реставрационная лаборатория, где графически и фотографически фиксируются, находящиеся в фондах музея экспонаты. Также в состав музея входит фотоархив и научная библиотека.

## Экспозиция

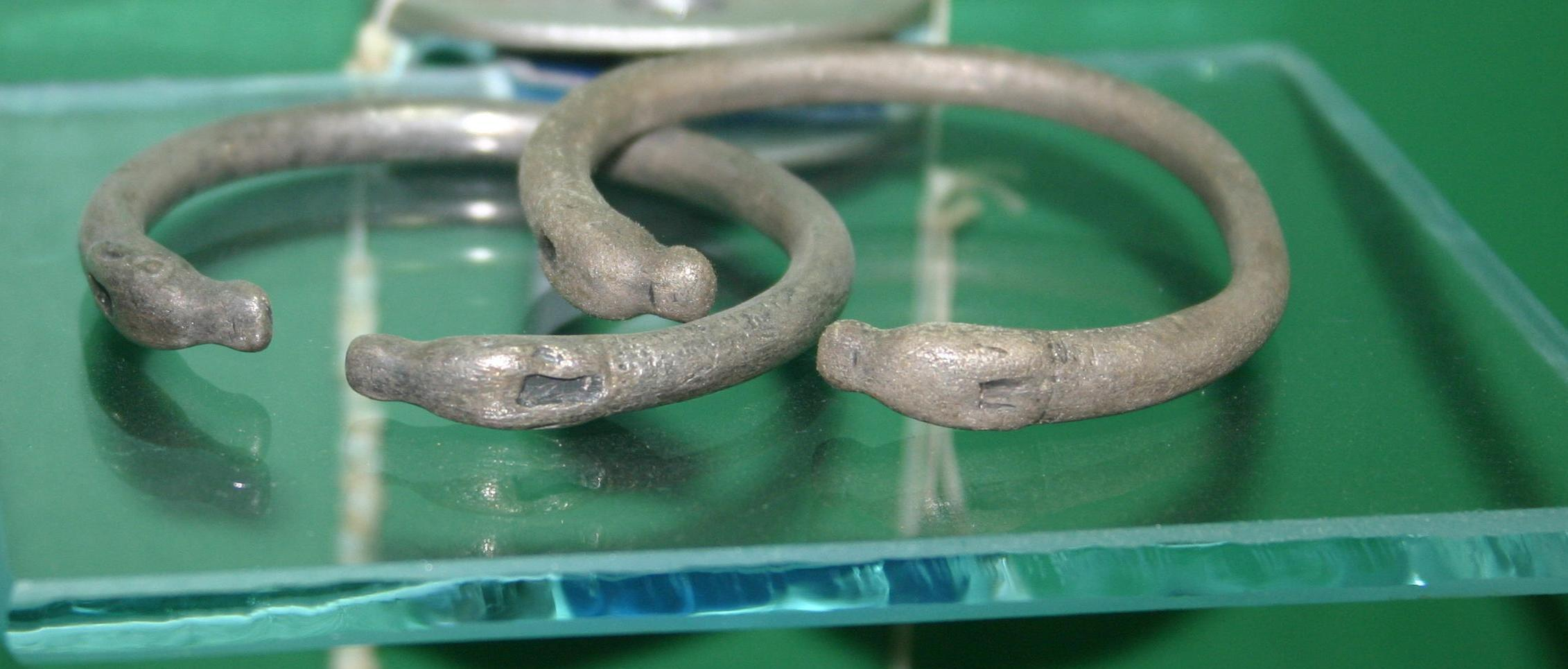
Греческие серебряные браслеты

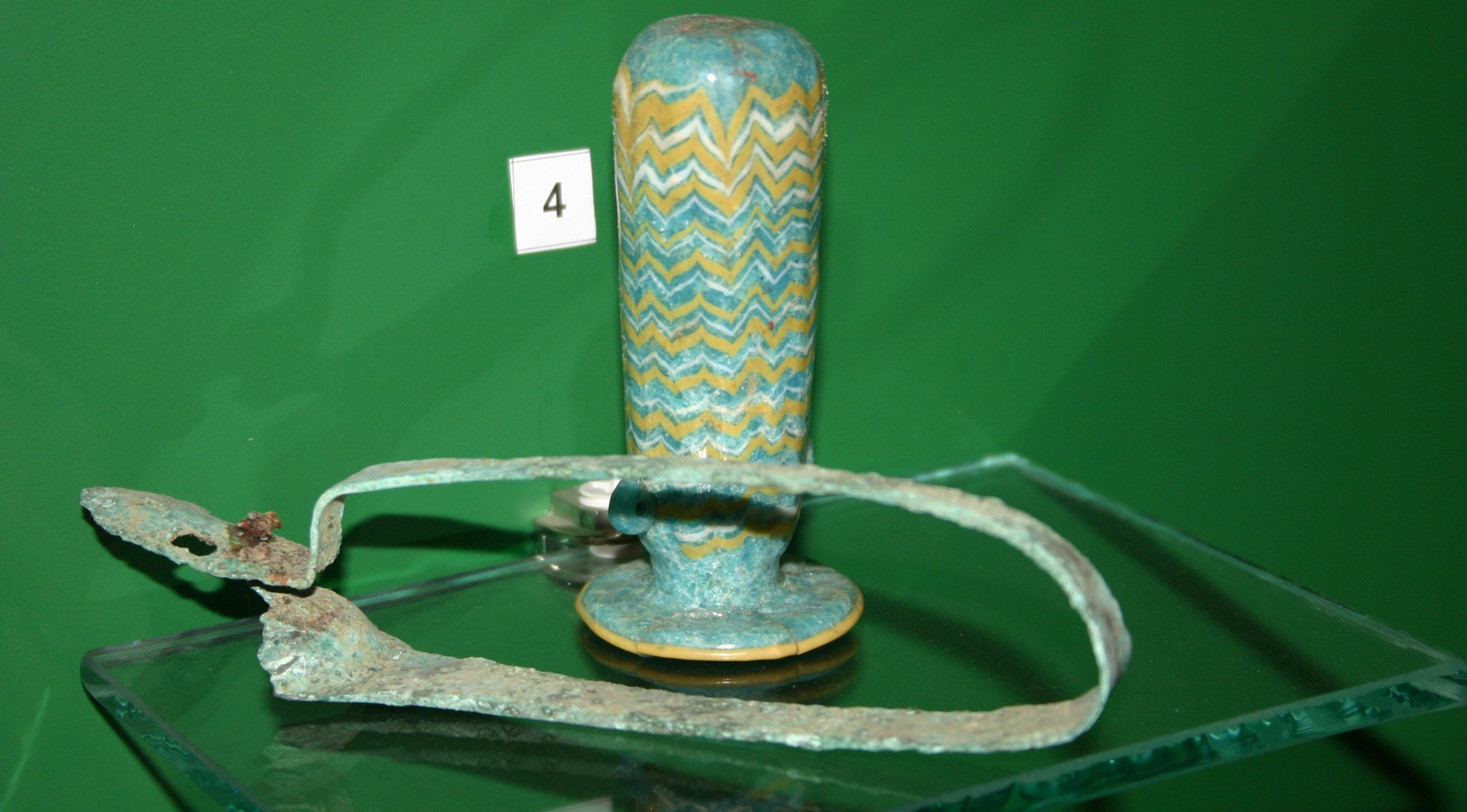

На втором этаже музейного здания представлены экспонаты, относящиеся к каменному (ашёльский период) и железному векам (большая часть коллекции — это предметы колхидской племенной культуры).
На первом этаже музея выставлены экспонаты античного периода, раннего и позднего средневековья, найденные во время раскопок в античных и средневековых крепостях Аджарии — Пичвнарского городища античного периода, а также на колхском (V в до н. э.), греческом (V—IV вв. до н. э.) и эллинистическом могильниках (IV—III вв. до н. э.). Представлена греческая и римская посуда античной эпохи, а также греческие и римские монеты с раскопок в Гонио-Апсаросской крепости (в том числе из так называемого «гонийского клада», обнаруженного археологами возле одной из крепостных стен гонийской крепости). Кроме того, в коллекции представлены различные скульптурные изображения римлян, а также скульптурное изображение эллинского бога Сераписа, стеклянная и бронзовая посуда и римские украшения.
В экспозиции музея также находится клад из Хелвачаури, указывающий на контакты Аджарии в раннем Средневековье с арабским миром.